# Slowakische Frauen-Handballnationalmannschaft
Die slowakische Frauen-Handballnationalmannschaft vertritt die Slowakei bei internationalen Turnieren im Frauenhandball seit der Aufteilung der Tschechoslowakei im Jahr 1993. Die Mannschaft wird vom Slowakischen Handball-Verband aufgestellt.

## Olympische Spiele
bisher keine Teilnahme

## Weltmeisterschaften
Im Jahr 1993, dem Jahr der Aufteilung der Tschechoslowakei, trat die Slowakei noch in einem gemeinsamen Team mit Tschechien an. Erster Auftritt bei einer Weltmeisterschaft als eigenständiges Team war im Jahr 1995.
- Weltmeisterschaft 1993: 09. Platz (von 16 Teams)
- Weltmeisterschaft 1995: 12. Platz (von 20 Teams)
Team: Marianna Hamerlíková, Marta Pernišová, Ľubica Kopecká, Zdenka Szabová, Ľubica Hlavatá, Irena Horváthová, Zlatica Kotríková, Gabriela Sabadošová, Janette Pálová, Jolana Bohunská, Ľubica Ladicsová, Zuzana Prekopová, Marcela Fečová, Andrea Šalatová, Marcela Vlčková. Trainer war Dušan Daniš.[2]
- Weltmeisterschaft 2021: 26. Platz (von 32 Teams)
Team: Marianna Rebičová (in 7 Spielen eingesetzt / 4 Treffer erzielt), Martina Popovcová (2/0) - am 6. Dezember ersetzt durch Mónika Pénzes (5/1), Katarína Pócsíková (7/5), Barbora Lancz (7/28), Anette Emma Hudáková (7/2), Vladimíra Bajčiová (7/14), Adriána Holejová (7/6), Simona Szarková (5/8), Natália Némethová (5/0), Nikoleta Trúnková (7/28), Valéria Dulinová (4/0), Bibiana Štefaniková (7/14), Karin Bujnochová (7/10), Boglárka Bízik (7/3), Adriana Medveďová (5/0), Alexandra Ivanicja (5/0), Viktória Oguntoyová (6/0), Réka Bíziková (7/36);[3] Trainer war Pavol Streicher.

## Europameisterschaften
- Europameisterschaft 1994: 12. Platz (von 12 Teams)
Team: Marianna Bôžiková, Marta Pernišová, Jeanette Ivánková, Zlatica Kotríková, Janette Pálová, Daniela Šteffková, Kopčová, Martina Ozimá, Irena Horváthová, Ľubica Ladicsová, Andrea Kostková, Marcela Fečová, Jitka Kissová, Jana Šrámeková, Erika Baloghová, Zuzana Prekopová. Trainer war František Bako.[4]
- Europameisterschaft 2014: 12. Platz (von 16 Teams)

- Team: Lucia Gubiková, Simona Súľovská, Žaneta Tóthová, Andra Czanik, Dominika Horňáková, Eva Minarčíková, Lýdia Jakubisová, Lucia Súkenníková, Réka Bíziková, Selma Blažeková, Katarína Dubajová, Martina Školková, Petra Beňušková, Simona Szarková, Monika Rajnohová, Taťjana Trehubovová, Andrea Kertészová, Klaudia Michnová. Trainer war Dušan Poloz.

- Europameisterschaft 2024: 24. Platz (von 24 Teams)

- Dorota Bacenková, Réka Bíziková, Karin Bujnohová, Alena Dvoršcáková, Viktoria Györiova, Barbora Jakubíková, Barbora Lancz, Diana Michalková, Nicol Nejedlíková, Bella Oláhová, Kristína Pastorková, Monika Pénzes, Erika Rajnohová, Lenka Ratvajská, Olívia Šcípová, Tatiana Šutranová, Iryna Yablonská-Bobal; Trainer: Jorge Dueñas

- Europameisterschaft 2026: qualifiziert als Co-Gastgeber [6]

## Karpatenpokal
Die Slowakei trat auch beim Karpatenpokal an.
- Karpatenpokal 2005: 02. Platz

## Aktueller Kader
Iryna Yablonska (IUVENTA Michalovce), Barbora Jakubíková (IUVENTA Michalovce), Bella Oláhová (HK Slovan Duslo Šaľa), Kristína Pastorková (HC DAC Dunajská Streda), Diana Michálková (UHC Stockerau), Viktória Györiová (Nemzeti Kézilabda Akadémia), Karin Bujnochová (Szombathelyi KKA), Barbora Lancz (Mosonmagyaróvári KC SE), Tatiana Šutranová (CS Măgura Cisnădie), Adriána Holejová (OGC Nice Côte d’Azur Handball), Erika Rajnohová (HC DAC Dunajská Streda), Alena Dvoršáková (IUVENTA Michalovce), Dorota Bačenková (IUVENTA Michalovce), Olívia Ščípová (HK Slovan Duslo Šaľa), Réka Bíziková (Komárom VSE), Nicol Nejedlíková (UHC Tulln), Martina Popovcová (IUVENTA Michalovce), Lenka Ratvajská (HK Slovan Duslo Šaľa), Laura Brezánska (HK Slovan Duslo Šaľa)

## Trainer
Am 1. Februar 2022 übernahm Jorge Dueñas das Traineramt, er hatte einen Vertrag bis Dezember 2024. Trainer der slowakischen Mannschaft waren zuvor František Bako (1993–1995), Dušan Daniš (1995–1997), Ján Packa (1997–1998), Jiří Zerzáň (1998), Ernest Gubrický (1998), Tomáš Kuťka (1999–2001), Viera Zaťková (2001–2002), Vojtěch Mareš (2002–2004), Martin Gregor (2005, ohne Einsatz), Tomáš Kuťka (2005–2006), Ľubomír Popluhár (2006–2010), Štefan Katušák (2010–2011), Peter Sabadka (2011–2013), Dušan Poloz (2013–2018), Ján Packa (2018–2019) und Pavol Streicher (Sommer 2019 bis Januar 2022).

## Bekannte ehemalige Spielerinnen
Zu den bekannten Spielerinnen, die für die Slowakei aufliefen, gehören Lýdia Jakubisová, Andrea Czanik und Silvia Szücs. Die Spielerin mit den meisten Einsätzen und Toren ist Katarína Dubajová; sie erzielte in 219 Länderspielen 835 Tore.